# Mord ist ihr Hobby: Montezumas Rache
Montezumas Rache (Originaltitel: Day of the Dead) ist eine Episode der Kriminalfilm-Reihe Mord ist ihr Hobby aus dem Jahr 1992.

## Handlung
Da Jessica Fletcher an einem neuen Buch arbeitet, dessen Hauptfigur Archäologe ist, möchte sie sich damit vertraut machen, womit er sich an seinem Arbeitsalltag beschäftigen könnte. Sie fliegt nach Mexiko-Stadt zu ihrem alten Freund Cyrus Ramsey, der hier, gemeinsam mit seinem Assistenten Scott Baker, archäologische Ausgrabungen durchführen lässt und auch das historische Museum leitet. Dummerweise hatte es in der Nacht zuvor einen Einbruch gegeben, bei dem das wertvollste Stück, Montezumas Totenmaske, entwendet worden war. Jessica schaut sich den Ort des Ereignisses an und lässt sich von leitenden Polizisten Quezada den Ablauf des Einbruches erklären, aus dem hervorgeht, dass der Täter gute Kenntnisse von den lokalen Verhältnissen im Museum haben muss.
Jessicas Hotel, das sie schon mehrfach besucht hatte, wird von Juan García geleitet. Er hat derzeit Streit mit seiner Tochter Rosa. Sie studiert an der Kunsthochschule, ist eine begabte Balletttänzerin und kümmert sich wenig um ihren Vater. Später sitzen Jessica und Cyrus zusammen, als der Eigentümer des Hotels, Enrico Montejano, vorbeikommt. Er besitzt eine große Privatsammlung präkolumbianischer Kunst, bei der Cyrus annimmt, dass etliche Stücke aus Diebstählen stammen. Beide nehmen eine Einladung auf Enricos Hazienda an, wo Jessica auch seine Frau Consuella kennenlernt. Zuvor wird sie von Cyrus dem ehemaligen Zirkusartisten Ramon  vorgestellt, denn er ist Organisator der geplanten Feier am Tages der Toten am nächsten Tag. Da seine Frau María derzeit im Krankenhaus ist, konnte er Enrico seine Miete nicht zahlen, was dessen Leibwächter Oso, der das Geld eintreiben will, gar nicht gefällt.

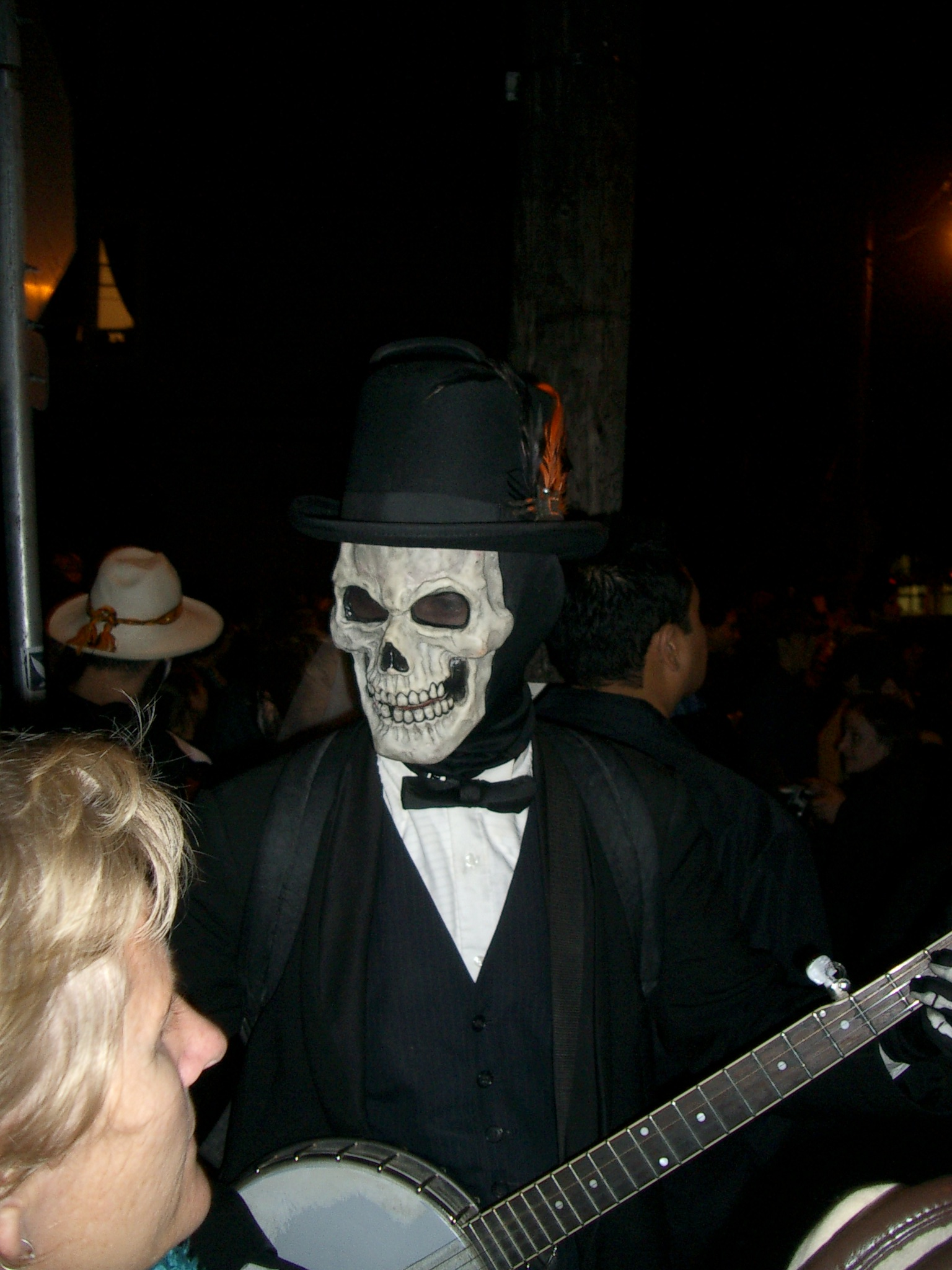
Ein Mann in der Verkleidung des Todes

Am folgenden Tag übernimmt Cyrus die Rolle des Todes in einer Aufführung, in der die Reichen und Mächtigen lächerlich gemacht werden. Es fällt Jessica auf, dass der ebenfalls anwesende Enrico den Raum verlässt und Oso absichtlich nicht mitnimmt. Kurz darauf wird er erschossen aufgefunden, mit der gestohlenen Maske vor dem Gesicht. Nachdem die Gäste den Vorfall mitbekommen hatten, wird die Veranstaltung abgebrochen.
Nun führt Jessica Gespräche mit den Betroffenen, aus denen hervorgeht, dass der Ermordete sowohl Freunde als auch Feinde hatte. Nachdem sie wieder zurück in ihrem Hotel angekommen war, lernt sie mit Ramirez einen Agenten der DEA kennen. Von ihm erfährt sie das Schicksal von Jason Powell. Der junge Mann war mit Rosa verlobt. Um Geld zu verdienen, hatte er sich, in Montejanos Auftrag, bereit erklärt, eine Fahrt mit dem Auto zu machen, um Drogen in die USA zu schmuggeln. Nachdem er dabei in eine Kontrolle geraten war, hatte er versucht zu flüchten. Dabei war es zu einem Autounfall mit tödlichem Ausgang gekommen. Erst später erkennt sie, dass er Ramseys Enkelsohn war. Mit Hilfe von Blutspuren kann sie nachweisen, dass dieser kurzfristig sein Kostüm mit Ramon getauscht hatte, um den Mord zu begehen.

## Besetzung und Synchronisation
Die deutschsprachige Synchronfassung der Staffel entstand bei der Hermes Synchron in Potsdam unter der Dialogregie und nach Dialogbüchern von Almut Eggert, Frank Wesel und Anja Rohe.
| Figur               | Darsteller          | Deutscher Sprecher |
| ------------------- | ------------------- | ------------------ |
| Jessica Fletcher    | Angela Lansbury     | Dagmar Altrichter  |
| Gaststars           |                     |                    |
| Consuella Montejano | Míriam Colón        | Hannelore Minkus   |
| Cyrus Ramsey        | James Coburn        | Michael Chevalier  |
| DEA Agent Ramirez   | Alex Colon          | Ronald Nitschke    |
| Enrico Montejano    | Tomás Milián        | Rüdiger Evers      |
| Felipe              | Manuel Cabral       | Matthias Klages    |
| Juan Garcia         | Ismael 'East' Carlo | Helmut Gauß        |
| Maria               | Shelley Morrison    | Christel Merian    |
| Oso                 | Mike Moroff         | Jörg Döring        |
| Polizeichef Quezada | Geno Silva          | Werner Kanitz      |
| Weitere Darsteller  |                     |                    |
| Ramon               | Gregory Sierra      | Frank-Otto Schenk  |
| Rosa Garcia         | Kamala Lopez        | Daniela Hoffmann   |
| Scott Baker         | Grant Cramer        | Dietmar Wunder     |
| Wächter             | Ruben Amavizca      | Lothar Mann        |